# Kivinõmme
Kivinõmme est un village de 16 habitants de la Commune de Illuka du Comté de Viru-Est en Estonie. 